# Marcel Gerds
Marcel Gerds (* 8. Dezember 1983 in Stralsund) ist ein deutscher Steuerberater und Wirtschaftsprüfer.

## Leben
Nach dem Abitur im vorpommerschen Grimmen studierte er Agrarwirtschaft an der Hochschule Neubrandenburg und verbrachte ein Semester am Department of Economics der Swedish University of Agricultural Sciences. 2013 wurde er an der Landwirtschaftlich-Gärtnerischen Fakultät der Humboldt-Universität zu Berlin mit einem Stipendium der Hans-Böckler-Stiftung promoviert. Anfang 2010 war er als Gastwissenschaftler an der University of California, Berkeley am dortigen Department of Agricultural & Resource Economics tätig. Im März 2014 wurde Gerds als Steuerberater bestellt, seit Dezember 2014 zusätzlich mit der amtlichen Bezeichnung „Landwirtschaftliche Buchstelle“. Gerds veröffentlichte zahlreiche Artikel zu agrarökonomischen und steuerrechtlichen Themen und unterrichtet seit dem Wintersemester 2013/14 landwirtschaftliche Betriebslehre an der Hochschule Anhalt in Bernburg. Ferner ist er in der internationalen Beratung, vor allem in der Ukraine, tätig.
Seit März 2015 war Gerds Chefredakteur der 2017 eingestellten Fachzeitschrift Briefe zum Agrarrecht. Seit 2015 ist er Vorstand im genossenschaftlichen Prüfungsverband PROGRESS. Hauptberuflich leitet Gerds als Geschäftsführer die Land- und Forstwirtschaftssparte der ETL-Gruppe. Er ist Mitglied des Ausschusses für Wirtschaftsberatung und Rechnungswesen bei der Deutschen Landwirtschafts-Gesellschaft und der Deutschen Gesellschaft für Agrarrecht, des Hauptverbandes der Landwirtschaftlichen Buchstellen und Sachverständigen, des Waldbesitzerverbandes Brandenburg und des Grundbesitzerverbandes Brandenburg (ab Mai 2016: „Familienbetriebe Land und Forst“).
Gerds lebt im Ortsteil Wartenburg der Stadt Kemberg.

## Schriften
- Bedeutung des § 91 AktG angesichts der aktuellen existenz bedrohenden Marktlage in der deutschen Landwirtschaft – Teil 1: Haftungs- und Untreuefalle des Geschäftsführungsorgans bei mangelndem Risikomanagement.[11] In: Briefe zum Agrarrecht, Nr. 6/2016.
- Die Jagd im Ertragsteuerrecht.[12] In: Briefe zum Agrarrecht, Nr. 10/2015.
- Die unentdeckte Ehegatten-Mitunternehmerschaft – Gefahr der gewerblichen Infektion?[13] In: Briefe zum Agrarrecht, Nr. 3/2015.
- Die Betriebsteilung in der Landwirtschaft aus steuerlicher Sicht.[14] In: Briefe zum Agrarrecht, Nr. 10/2014.
- Anforderungen von Agrarunternehmern an landwirtschaftliche Arbeitskräfte. Eine Präferenzmessung mithilfe der Discrete-Choice-Analyse. Logos, Berlin 2014, ISBN 978-3-8325-3635-0 (Zugleich: Berlin, Humboldt-Universität, Dissertation, 2014).
- Requirements towards and discrimination against agricultural workers.[15] In: Agricultural Economics Review, Vol. 13, Nr. 2, 2012.
- Which characteristics of workers are important for employers in northeast Germany?[16] In:  Agricultural Economics (Zemědělská ekonomika), Vol. 56, Nr. 11, 2010.